# Pazzo pranzo di famiglia
Pazzo pranzo di famiglia (When Do We Eat?) è un film del 2005 diretto da Salvador Litvak, con Michael Lerner, Lesley Ann Warren, Jack Klugman, Shiri Appleby, Mili Avital, Ben Feldman e Adam Lamberg.

## Trama
La celebrazione del Pesach è il pretesto per riunire la famiglia ebrea Stuckman a casa del patriarca Ira. Dato che sono tutti molto affamati, l'obiettivo di Ira è di procedere in fretta con il rituale e mangiare. Durante la cena Ira ha un malore: il figlio adolescente Zeke confessa di avergli dato una pastiglia di ecstasy per dargli una "nuova prospettiva". In preda alle allucinazioni che lo portano a credersi un Mosè redivivo, Ira dà il via a una serie di discussioni e confronti che rallenteranno la cena, ma scioglieranno anni di tensioni e incomprensioni fra i membri della famiglia.

## Personaggi
- Ira Stuckman: patriarca ebreo della famiglia, produttore e distributore stacanovista di decorazioni natalizie.
- Peggy Stuckman: matriarca della famiglia, casalinga e attivista in un'associazione a favore degli autistici.
- Ethan Stuckman: primogenito della coppia, convertitosi allo chassidismo dopo le disavventure con il fisco per il suo lavoro nel mondo degli affari.
- Nikki Stuckman: l'unica figlia della coppia, lavora come assistente sessuale per gli uomini che hanno difficoltà con la propria sessualità.
- Zeke Stuckman: scanzonato liceale con una certa inclinazione per le droghe leggere.
- Lionel Stuckman: l'ultimogenito, autistico, con una passione per i videogiochi e il numero 7.
- Jennifer Stuckman: figlia di primo letto di Ira. Lavora come sottotitolatrice e ha un rapporto conflittuale con suo padre, che ne disapprova l'orientamento sessuale e ha lasciato sua madre per sposare Peggy.
- Grace: estetista cristiana e compagna di Jennifer, per la prima volta a un Pesach.
- Vanessa: cugina di primo grado di Peggy, agente di persone di successo. Ha avuto una relazione incestuosa con Ethan, di cui è ancora attratta.
- Artur: il nonno. Sopravvissuto all'Olocausto con il figlio Ira, ha perso sua moglie e i tre figli maggiori a causa della persecuzione nazista. Porta sempre con sé una valigia, nel caso i nazisti tornino al potere. Non ha perdonato il figlio per aver convertito la storica azienda di cappelli in una che produce decorazioni natalizie.
- Rafi: ebreo israeliano con un occhio bendato. Invitato da Peggy alla cena, è il costruttore della tenda che ha ospitato la famiglia durante la celebrazione del Pesach.

## Altri interpreti
- Caleb Armstrong: Ira da bambino
- Arman Manyan: Ira da adolescente
- Joshua Weinstein: Ira da giovane adulto
- Beth Ann Warren: giovane Peggy
- Kane Ritchotte: giovane Ethan
- Jeremy Glazer: giovane Arthur
- Avshalom Katz: corista
- Chaim Goldberger: corista
- Yehuda Solomon: corista
- Lucca Fletcher: Davide
- Shlomo Schwartz: Mosè
- Tania Godfrey: madre di Ira
- Brandon Waters: fratello di Ira
- Jeff D'Agostino: Shaffer
- Jason Shaffer: garzone dei cappelli

## Distribuzione
Il film è uscito negli Stati Uniti d'America il 14 aprile 2005 in anteprima al Palm Beach International Film Festival. Successivamente è stato distribuito in Gran Bretagna e in Israele; nel 2007 è stato presentato in anteprima nella televisione argentina mentre in Italia, unico paese in cui è ne stato cambiato il titolo, il film è uscito direttamente in DVD, il 6 maggior 2008.
Il film ha incassato 428.400 dollari.

## Colonna sonora
La colonna sonora del film è inclusa nell'album When Do We Eat? (Original Motion Picture Soundtrack), pubblicato dall'etichetta discografica Jewish Music Group.

### Tracce
1. Cantor Lazar Wax – Shma Yisrael – 1:05
2. Shlomo Carlebach* – Ki Va Moed – 5:23 3
3. Mark Adler – Mamzer! –  0:41
4. Rebbe Soul – Avinu Malkeinu – 5:05
5. Mark Adler, The Cantors (2) – Holy Thing to Do (Hashiveinu) – 1:37
6. C Lanzbom – Temple Of Song – 3:31
7. Etan G – Elevate (A.K.A. Lord Get Me High) – 7:07
8. Mark Adler – Rafi Attacks – 1:10
9. Mark Adler, The Cantors (2) – Mizmor l'Dovid – 0:59
10. InASense* – Adir Hu – 5:06
11. Mark Adler – We've Got Five Kids – 1:11
12. Chutzpah – Mishpuchah – 2:37
13. C Lanzbom – Straw Hearts 4:56
14. Mark Adler, The Cantors (2) – Don't Need A Drug Hug / Eliyahu Hanavi – 3:23
15. David Perkins (3 ) – Harvest Dance – 4:05
16. C Lanzbom, Noah Solomon – Ki Va Moed – 4:08
17. Reality Shock – What Makes Dis Night – 3:45
18. Mark Adler – When Do We Eat? Chorus – Shehechiyanu – 1:41
19. The Cantors (2) – Eliyahu Hanavi – 3:15
20. The Cantors (2) – Ein Kelokainu – 3:33
21. The Cantors (2) – Yachad – 2:49
22. Neshama Carlebach – Hatov – 6:45

## Riconoscimenti
- 2005 – deadCenter Film Festival
  - Migliore regista a Salvador Litvak
- 2005 – San Diego Film International Festival[4]
  - Migliore sceneggiatura a Nina Davidovich e Salvador Litvak
- 2005 – Tahoe Reno International Film Festival
  - Miglior regista a Salvador Litvak
- 2005 – Napa/Sonoma Wine Country Film Festival
  - Migliore commedia a Salvador Litvak